# Fahlenscheid
Fahlenscheid is een plaats in de Duitse gemeente Olpe, deelstaat Noordrijn-Westfalen, en telt 12 inwoners (2006).
Altenkleusheim · 
Apollmicke · 
Bruch · 
Dahl · 
Eichhagen · 
Fahlenscheid · 
Friedrichsthal · 
Griesemert · 
Grube Rhonard · 
Günsen · 
Haardt · 
Hanemicke · 
Hitzendumicke · 
Hof Siele · 
Hohl · 
Howald · 
Hüppcherhammer · 
Kessenhammer · 
Lütringhausen · 
Mittelneger · 
Möllendick · 
Neuenkleusheim · 
Neuenwald · 
Oberneger · 
Oberveischede · 
Rehringhausen · 
Rhode · 
Rhonard · 
Ronnewinkel · 
Rosenthal · 
Rüblinghausen · 
Saßmicke · 
Siedenstein · 
Sondern · 
Stachelau · 
Stade · 
Tecklinghausen · 
Thieringhausen · 
Unterneger · 
Waukemicke